# 요한 밥티스트 크라머

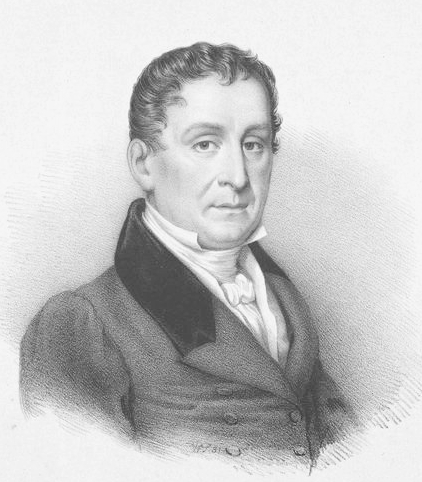
요한 밥티스트 크라머

요한 밥티스트 크라머 (Johann Baptist Cramer, 1771 2월 24일 - 1858 4월 16일)는 독일 태생의 영국 피아니스트, 작곡가, 음악 출판사업자이다. 그는 18세기와 19세기 유명한 바이올리니스트이자 지휘자인 빌헬름 크라머(Wilhelm Cramer)의 아들이었다.
1782년부터 1784년까지 그는 무지오 클레멘티에게 피아노를 배웠고 곧 런던과 유럽 대륙에서 유명한 전문 피아니스트가 되었다. 그는 세계적인 명성을 누렸고 특히 베토벤이 빈을 방문하여 그와 함께 연주하고 연주했을 때 높이 평가받았다. 둘 다 당시의 가장 위대한 피아니스트, 해석적 표현력이 뛰어난 베토벤, 순수한 기술적 완성도의 크라머로 여겨졌다.
크라머는 당시 가장 유명한 피아노 연주자 중 한 명이었다. 그는 비엔나에서 베토벤을 만나 상호 보람 있는 관계를 시작하면서 하이든과의 우정을 새롭게 했다.
1800년 이후, 그는 거의 전적으로 영국에 기반을 두었다. 그의 전 교사인 클레멘티의 성공적인 모범에 이어 그는 런던에서도 성공적인 음악 출판사가 되었다. 베토벤은 순수한 기술적 완성도의 관점에서 그를 당시 최고의 피아니스트라고 여겼다.